# 佐賀市立大詫間小学校
佐賀市立大詫間小学校（さがしりつ おおだくましょうがっこう）は、佐賀県佐賀市川副町大字大詫間にある市立小学校。
大野島・大詫間（三角州）にあり、北部が福岡県大川市大野島、南部が佐賀県佐賀市川副町大字大詫間となる。学校行事で、北部にある福岡県大川市立大野島小学校と交流を行っている。

## 概要
歴史
1875年（明治8年）創立。数回の改組・改称を経て、現校名になったのは2007年（平成19年）。2025年（令和7年）には創立150周年を迎える。
校章
桜の花弁を背景にして、中央に校名の頭文字である「大」の文字を置いている。
校歌
作詞・作曲ともに西村精で、歌い出しは「流れゆたかに」。歌詞は2番まであり、両番の歌詞中に校名の「大詫間」が登場する。
通学区域
佐賀市川副町のうち、「大字大詫間」。中学校区は佐賀市立川副中学校。

## 沿革
- 1875年（明治8年）11月 - 上小路の郷庫を校舎として開放し、「早都栄小学校分校」として創立。
- 1876年（明治9年）～1878年（明治11年）- この頃社会情勢悪く、三小路（上小路・中小路・下小路）に分離し、寺小屋式となる。
- 1891年（明治14年）- 中ノ小路の民家を借り、「訓蒙小学校」と称する。
- 1893年（明治16年）- 「公立中等大詫間小学校」に改称。
- 1896年（明治19年）-　校舎を新築。
- 1897年（明治20年）- 統合により、「高等科併置 尋常盈進小学校 大詫間分校」となる。
- 1889年（明治22年）4月1日 - 町村制施行により、佐賀郡大詫間村が単独で村制施行し、「大詫間村」が発足。
- 1890年（明治23年）4月 - 「尋常大詫間小学校」（4年制）として分離・独立。
- 1892年（明治25年）4月 - 「大詫間尋常小学校」に改称。大詫間村が川副高等小学校を運営する組合に加盟。
- 1901年（明治34年）4月 - 現在地に校舎を新築。
- 1902年（明治35年）4月 - 川副高等小学校を運営する組合を脱退し、高等科（2年制）を併設の上、「大詫間尋常高等小学校」に改称。高等科3・4年生は引き続き、川副高等小学校に委託。
- 1906年（明治39年）9月 - 藁葺き2階建て一棟校舎を増築。
- 1907年（明治40年）4月 - 高等科3・4年を新設。
- 1908年（明治41年）4月 - 改正小学校令により、尋常科（義務教育）が4年制から6年制に、高等科が4年制から2年制に変更となる。よって、旧高等科1年を尋常科5年に、旧高等科2年を尋常科6年に、旧高等科3年を高等科1年に、旧高等科4年を高等科2年とする。
- 1928年（昭和3年）11月 - 校舎（2教室）を増築。
- 1941年（昭和16年）4月1日 - 国民学校令施行により、「大詫間村国民学校]」に改称。尋常科を初等科に改める。
- 1947年（昭和22年）4月1日 - 学制改革（六・三制）が行われる。
  - 国民学校の初等科は、新制小学校「大詫間村立大詫間小学校」（6年制）に改組・改称。
  - 国民学校の高等科は、青年学校普通科とともに、新制中学校「大詫間村立大詫間中学校」（3年制）に改組・改称。小学校に併設される。
- 1954年（昭和29年）10月 - 講堂が完成。
- 1955年（昭和30年）4月 - 町村合併により、「川副町立大詫間小学校」と改称。
- 1959年（昭和34年）4月 - 川副町立川副中学校への統合により、大詫間中学校が閉校し、校舎が小学校に移管される。 普通教室(６教室)及び特別教室(図書室、音楽室、保健室)に充てられる。
- 1961年（昭和36年）1月 - 特別教室を改築し、給食室を設置。
- 1965年（昭和40年）
  - 6月 - プールが完成。
  - 8月 - 運動場を拡張。
- 1966年（昭和41年）
  - 4月 - 特殊学級を開設。
  - 9月 - 正門「学びばし」を新築。
- 1971年（昭和46年）4月 - 川副町給食共同調理場の完成により、給食室を廃止の上、自校調理を終了。
- 1975年（昭和50年）
  - 3月 - 校舎を改築。
  - 9月 - 創立100周年記念式典を挙行。
- 1983年（昭和58年）7月 - 富士町立北山東部小学校と交流教育キャンプを行う。
- 1990年（平成2年）
  - 2月 - 講堂を解体。
  - 3月 - 体育館が完成。
  - 7月 - 遊具アスレチックが完成。
- 1991年（平成3年）8月 - 運動場を整地。
- 1992年（平成4年）
  - 6月 - プールの改修工事が完了。
  - 8月 - 飼育舎と飼育池が完成。
- 1993年（平成5年）3月 - 特殊学級を廃止。
- 1996年（平成8年）8月 - 校門橋を拡張。
- 1997年（平成9年）9月 - 大川市立大野島小学校（福岡県大川市）との交流会を実施。
- 1998年（平成10年）
  - 4月 - 特殊学級を新設。
  - 11月 - 校舎の大規模改造工事が完了。
- 1999年（平成11年）3月 - 国旗掲揚台を設置。
- 2002年（平成14年）10月 - 総合遊具が完成。
- 2007年（平成19年）10月1日 - 合併により、「佐賀市立大詫間小学校」（現校名）に改称。
- 2018年（平成30年）5月 - 運動会が、地域との合同開催となる。
- 2020年（令和2年）4月 - 「学校運営協議会」（コミュニティ・スクール）を設置。

## 交通
最寄りの鉄道駅
- JR九州 長崎本線 「佐賀駅」
- 西日本鉄道 西鉄天神大牟田線 「蒲池駅」・「矢加部駅」（福岡県柳川市）

最寄りのバス停留所
- 佐賀市営バス 犬井道線 「大詫間」停留所

最寄りの幹線道路
- 佐賀県道・福岡県道140号大詫間大川線
- 有明海沿岸道路 「大野島IC」

## 周辺
- 佐賀市立大詫間公民館（2018年（平成30年）3月新築）
- 佐賀南警察署大詫間警察官駐在所
- 大詫間郵便局
- 大詫間土地改良区
- 早津江川
- 筑後川
- 佐賀市立川副運動広場

## 参考資料
- 「川副町史 (PDF) 」（1979年（昭和54年）2月28日, 川副町）p.689～p.692 - 佐賀市ウェブサイト